# Euonthophagus maindroni
Euonthophagus maindroni är en skalbaggsart som beskrevs av D'orbigny 1897. Euonthophagus maindroni ingår i släktet Euonthophagus och familjen bladhorningar. Inga underarter finns listade i Catalogue of Life.